# Fabiana Mollica
Fabiana Mollica (Verbania, 25 de diciembre de 1983) es una deportista italiana que compitió en bobsleigh. Ganó una medalla de bronce en el Campeonato Europeo de Bobsleigh de 2007, en la prueba doble.

## Palmarés internacional
| Campeonato Europeo | Campeonato Europeo         | Campeonato Europeo | Campeonato Europeo |
| Año                | Lugar                      | Medalla            | Prueba             |
| ------------------ | -------------------------- | ------------------ | ------------------ |
| 2007               | Cortina d'Ampezzo (Italia) | Medalla de bronce  | Doble              |